# Diócesis de Qacha's Nek
La diócesis de Qacha's Nek (en latín: Dioecesis Qachasneken(sis) y en inglés: Roman Catholic Diocese of Qacha's Nek) es una circunscripción eclesiástica latina de la Iglesia católica en Lesoto, sufragánea de la arquidiócesis de Maseru. La diócesis tiene al obispo Joseph Mopeli Sephamola, O.M.I. como su ordinario desde el 19 de junio de 2013. 

## Territorio y organización
La diócesis tiene 11 602 km² y extiende su jurisdicción sobre los fieles católicos de rito latino residentes en los distritos de Mokhotlong, Qacha's Nek, Quthing y parte del de Thaba-Tseka.
La sede de la diócesis se encuentra en la ciudad de Qacha's Nek, en donde se halla la Catedral del Santo Redentor.
En 2020 en la diócesis existían 13 parroquias.

## Historia
La diócesis fue erigida el 3 de enero de 1961 con la bula Sacrum Evangelium del papa Juan XXIII separando territorio de la arquidiócesis de Maseru, que a la vez fue elevada al rango de arquidiócesis metropolitana.

## Estadísticas
De acuerdo al Anuario Pontificio 2021 la diócesis tenía a fines de 2020 un total de 277 290 fieles bautizados.
| Año                                                                             | Población            | Población | Población      | Sacerdotes | Sacerdotes    | Sacerdotes    | Bautizados por sacerdote | Diáconos permanentes | Religiosos | Religiosos | Parroquias |
| Año                                                                             | Bautizados católicos | Total     | % de católicos | Total      | Clero secular | Clero regular | Bautizados por sacerdote | Diáconos permanentes | Varones    | Mujeres    | Parroquias |
| ------------------------------------------------------------------------------- | -------------------- | --------- | -------------- | ---------- | ------------- | ------------- | ------------------------ | -------------------- | ---------- | ---------- | ---------- |
| 1969                                                                            | 69 767               | 195 787   | 35.6           | 24         | 1             | 23            | 2906                     |                      | 44         | 147        | 12         |
| 1980                                                                            | 109 349              | 225 000   | 48.6           | 20         | 3             | 17            | 5467                     |                      | 33         | 121        | 13         |
| 1990                                                                            | 138 285              | 294 070   | 47.0           | 11         | 2             | 9             | 12 571                   |                      | 15         | 110        | 13         |
| 1999                                                                            | 178 995              | 350 971   | 51.0           | 15         | 5             | 10            | 11 933                   |                      | 12         | 77         | 13         |
| 2000                                                                            | 181 242              | 357 496   | 50.7           | 14         | 3             | 11            | 12 945                   |                      | 13         | 81         | 13         |
| 2001                                                                            | 182 322              | 364 645   | 50.0           | 14         | 4             | 10            | 13 023                   |                      | 12         | 80         | 13         |
| 2002                                                                            | 184 780              | 371 937   | 49.7           | 17         | 7             | 10            | 10 869                   |                      | 12         | 67         | 13         |
| 2003                                                                            | 187 830              | 378 767   | 49.6           | 16         | 7             | 9             | 11 739                   |                      | 10         | 53         | 13         |
| 2004                                                                            | 189 551              | 382 933   | 49.5           | 16         | 7             | 9             | 11 846                   |                      | 10         | 73         | 13         |
| 2007                                                                            | 195 342              | 395 016   | 49.5           | 18         | 8             | 10            | 10 852                   | 2                    | 11         | 64         | 13         |
| 2010                                                                            | 194 500              | 395 000   | 49.2           | 14         | 7             | 7             | 13 892                   |                      | 8          | 69         | 13         |
| 2014                                                                            | 203 396              | 596 379   | 34.1           | 15         | 11            | 4             | 13 559                   |                      | 5          | 95         | 13         |
| 2017                                                                            | 274 000              | 608 000   | 45.1           | 22         | 11            | 11            | 12 454                   |                      | 14         | 62         | 13         |
| 2020                                                                            | 277 290              | 615 230   | 45.1           | 12         | 12            |               | 23 107                   |                      | 1          | 65         | 13         |
| Fuente: Catholic-Hierarchy, que a su vez toma los datos del Anuario Pontificio. |                      |           |                |            |               |               |                          |                      |            |            |            |

## Episcopologio
- Joseph Delphis Des Rosiers, O.M.I. † (3 de enero de 1961-17 de julio de 1981 renunció)
- Evaristus Thatho Bitsoane † (17 de julio de 1981-17 de julio de 2010 falleció)
  - Sede vacante (2010-2013)
- Joseph Mopeli Sephamola, O.M.I., desde el 19 de junio de 2013